# Сім природних чудес України
Сім природних чудес України — акція з виборів найвизначніших природних пам'яток України. Список пам'яток було складено за версією оргкомітету «Сім чудес України» 26 серпня 2008 р. Акція стартувала з ініціативи Миколи Томенка 1 листопада 2007 року.

## Інформація про захід
Пропозиції регіональних оргкомітетів, наукових та громадських організацій щодо претендентів приймалися до лютого 2008 р. 28 лютого Оргкомітет акції оголосив сто учасників акції «7 природних чудес України».
На наступному етапі області представляли своїх номінантів, за допомогою прес-турів Україною. 7 липня за результатами анкетування експертів було оголошено назви 21 об'єкта-фіналіста акції.
З 7 липня по 26 серпня 2008 року тривало Інтернет-голосування та паралельне опитування експертів. За результатами цих опитувань Оргкомітетом було визначено переможців акції.

## Перша десятка за результатами інтернет-голосування
1. Подільські Товтри (Хмельниччина)
2. Дністровський каньйон (Вінницька, Івано-Франківська, Тернопільська, Хмельницька обл., Чернівецька обл.)
3. Оптимістична печера (Тернопільщина)
4. Озеро Синевир (Закарпаття)
5. Гранітно-Степове Побужжя (регіональний ландшафтний парк) (Миколаївщина)
6. Асканія-Нова (Херсонщина)
7. Балаклавська бухта з мисами Айя та Фіолент (Крим)
8. Мармурова печера (Крим)
9. Буковинські водоспади (Чернівецька обл.)
10. Озеро Світязь (Волинь)

## Перша десятка за результатами опитування експертів
1. Асканія-Нова
2. Мармурова печера
3. Озеро Світязь
4. Озеро Синевир
5. Гранітно-степове Побужжя
6. Подільські Товтри
7. Олешківські піски
8. Балаклавська бухта з мисами Айя та Фіолент
9. Дністровський каньйон
10. Оптимістична печера

## Сумарний кінцевий список семи чудес (за абеткою)
- Асканія-Нова (біосферний заповідник, Херсонщина)
- Дністровський каньйон (Вінницька, Івано-Франківська, Тернопільська, Хмельницька обл., Чернівецька обл.)
- Гранітно-степове Побужжя (регіонально-ландшафтний парк, Миколаївщина)
- Мармурова печера (АР Крим)
- Подільські Товтри (національний природний парк, Хмельниччина)
- Світязь (озеро, Волинь)
- Синевир (озеро, Закарпаття)